# Cillaperlata
Cillaperlata es un municipio y una localidad de España, en la comarca de Las Merindades, en el partido judicial de Villarcayo, provincia de Burgos, comunidad autónoma de Castilla y León.

## Geografía
En la vertiente mediterránea de la provincia bañada por el río Ebro en su margen derecha, al pie de la Sierra de la Llana. 
Situado a 5 km de Trespaderne, 40 km de Briviesca, cabeza de partido, y 80 de Burgos. A 571 m s. n. m.
Tiene un área de 16,82 km² con una población de 32 habitantes (INE 2019) y una densidad de 1,9 hab/km².

## Demografía
Cillaperlata cuenta con una población de 30 habitantes (INE 2024).
| Gráfica de evolución demográfica de Cillaperlata entre 1842 y 2021                                                    |
| |
| Población de derecho según los censos de población del INE. Población de hecho según los censos de población del INE. |

| 1991 |  | 1996 |  | 2001 |  | 2004 |  | 2007 |  | 2019 |
| ---- |  | ---- |  | ---- |  | ---- |  | ---- |  | ---- |
| 86   |  | 85   |  | 55   |  | 44   |  | 39   |  | 32   |

## Historia
Villa perteneciente a la Merindad de Cuesta-Urria en el Partido de Castilla la Vieja en Laredo, jurisdicción de realengo y de abadengo con regidor pedáneo.
A la caída del Antiguo Régimen queda constituida como ayuntamiento constitucional del mismo nombre en el partido Briviesca, región de Castilla la Vieja; contaba entonces con 147 habitantes.

### Descripción en el Diccionario Madoz
Así se describe a Cillaperlata en el tomo VI del Diccionario geográfico-estadístico-histórico de España y sus posesiones de Ultramar, obra impulsada por Pascual Madoz a mediados del siglo XIX:

CILLA-PERLATA: villa con ayuntamiento en la provincia, diócesis, audiencia territorial y capitanía general de Burgos (12 leguas), partido judicial de Briviesca (6); Situada en una ladera próxima a la margen derecha del Ebro, estando resguardada de los vientos del O por una cuesta bastante elevada. Tiene 64 casas divididas en 2 barrios llamados de Arriba y de Abajo, la consistorial, una escuela de primeras letras para niños de ambos sexos, una iglesia parroquial en cada barrio dedicadas a San Juan y Nuestra Señora de Covadonga, una ermita con el título de Nuestra Señora de Encinillas, un cementerio bien ventilado, y 2 fuentes de aguas saludables para el surtido del vecindario. Confina el término N el río Ebro; E Frías; S Oña y Villanueva de los Montes, y O el mismo Oña y el Ebro. En él se encuentra un coto y granja llamado Valdeniebla, que perteneció al Monasterio de Oña. El terreno es en lo general montuoso y bastante pedregoso, si bien hay algunas hondonadas y valles productivos; tiene 3 montes denominados Otero, Castrejón y Albortedo, las cuales están poblados de hayas, encinas, robles y leña baja. En su jurisdicción se hallan las sierras de la Laguna, la Llana, Viñuelas, Peñamayor y Val de Castro, que enlazan unas con otras y forman cordillera con la de Frías. Por las inmediaciones de la población pasa el mencionado río Ebro y un pequeño arroyo titulado Somorroyo, que desagua en aquel a ¼ de legua de distancia. Los caminos son de herradura para los pueblos limítrofes; y la correspondencia se recibe de Frías los lunes, jueves y sábados. Producciones: trigo, cebada, avena, legumbres, algo de maíz, vino chacolí, cáñamo, lino, manzanas, melocotones y pavías; ganado lanar, cabrío y vacuno; caza de perdices, y pesca de barbos, truchas y anguilas. Industria: la agrícola y un molino harinero. Población: 44 vecinos, 147 almas. Capital productivo: 538.912 reales. Imponible: 43.810.
Diccionario geográfico-estadístico-histórico de España y sus posesiones de Ultramar

## Monumentos y lugares de interés

### Iglesia Parroquial de Nuestra Señora de Covadonga
Iglesia católica de Nuestra Señora de Covadonga, dependiente de la parroquia de Trespaderne en el arciprestazgo de Merindades, diócesis de Burgos.
La Iglesia de Nuestra Señora de Covadonga, del siglo XVIII. En su interior se encuentra la talla más antigua de la Virgen de Covadonga, del siglo XII y estilo románico, y la talla de la Virgen del Negro Día, de la misma época y estilo.

### El Covanuto y la Cueva Grandre
Cuevas ereméticas situadas en el núcleo urbano

### El Monasterio de San Juan de la Hoz
Ruinas del importante monasterio que aparece ya documentado en el siglo VIII.

### Necrópolis medieval
Dispone de más de 84 tumbas, la mayoría excavadas en roca, y datadas entre los siglos VIII y IX.

### El Monte de la Isa
El totém natural de la Isa es uno de los elementos más representativos de Cilla

### Itinerarios de interés natural
Además atraviesan el municipio recorridos como el GR 85 Ruta de los Sentidos.